# Cranchiinae
Sous-famille
Les cranchiinés (Cranchiinae) forment une sous-famille de céphalopodes décapodes marins.

## Liste des espèces
Selon ITIS :
- Genre Cranchia
  - Cranchia scabra
- Genre Drechselia *
  - Drechselia danae *
- Genre Leachia
  - Leachia (Leachia) cyclura
  - Leachia (Leachia) ellipsoptera
  - Leachia (Leachia) lemur
  - Leachia (Pyrgopsis) atlantica
  - Leachia (Pyrgopsis) pacifica
  - Leachia (Pyrgopsis) rynchophorus
- Genre Liocranchia
  - Liocranchia gardineri *
  - Liocranchia reinhardti
  - Liocranchia valdiviae

Les espèces énumérées ci-dessus avec un astérisque (*) sont discutables et ont besoin d'autres études pour déterminer s'il s'agit d'un taxon valide ou d'un synonyme.